# La Pila del Mono
La Pila del Mono o también conocida como Mono de la Pila, es un monumento y plazoleta situado en el Centro Histórico de Tunja, Colombia. Este monumento se levantó en la plaza principal y durante tres siglos fue el lugar donde los habitantes de la ciudad se proveyeron del agua, proveniente de las veredas Varón Germania y Tras del alto.
El mico representa el dios del silencio. Tiene el dedo índice derecho sobre los labios, indicándole a las aguadoras de abstenerse de conversar durante el momento de recoger el agua. Obra del escultor Diego Morales, su sitio inicial fue el centro de la Plaza de Bolívar, y en la actualidad su réplica se encuentra situada en la calle 20 con carrera 8; se supone que la obra original se encuentra en el patio del Convento de los Dominicos en el centro de la ciudad.